# Max Grün
Max Grün est un footballeur allemand, né le 5 avril 1987 à Karlstadt-sur-le-Main. Il évolue au poste de gardien de but au Viktoria Aschaffenbourg.

## Palmarès
- Greuther Fürth
  - Vainqueur de la 2.Bundesliga en 2012